# Ben Marc Diendéré
Pour les articles homonymes, voir Diendéré.
Ben Marc Diendéré, né le 26 août 1971 à Bobo-Dioulasso au Burkina Faso, est un homme d'affaires et homme de communication canado-burkinabè. Il a été directeur principal aux relations institutionnelles, affaires publiques, corporatives de Québecor Média Inc, un important conglomérat du domaine des médias. De novembre 2011à décembre 2019, il a été vice-président principal aux communications, affaires publiques et image de marque à La Coop fédérée. il a été Chef des affaires publiques et des communications de Via Rail Canada de 2019-2022.

## Biographie
Ben Marc Diendéré est diplômé en sociologie de l’information et des communications de l'université de Lyon et de l'université de Ouagadougou, en communication et administration de l'Institut français de presse et de la communication à l'université Paris II Panthéon-Assas, et en gestion et administration des organismes culturels de l'École des hautes études commerciales de Montréal (HEC).
Avant de joindre Québecor Média, Ben Marc Diendéré a travaillé à Synergie Paris comme Chargé de relations publiques, à la Société de développement des entreprises culturelles du Québec (SODEC),  et à Partenariat international à Montréal, à titre de directeur de projets internationaux. 
Ben Marc Diendéré est un spécialiste et haut dirigeant dans le domaine des communications et des affaires publiques. Reconnu pour sa grande expérience et son implication sans faille; il est aujourd’hui Chef des affaires publiques et des communications de Via Rail Canada ; précédemment membre du comité de direction et le vice-président principal des communications, des affaires publiques et de l’image de marque de la plus grande entreprise agroalimentaire québécoise, Sollio Groupe Coopératif (ex La Coop fédérée). Auparavant DPP chez Québecor.
Adepte de l’Internet des choses et de l’Intelligence artificielle, spécialiste de la gestion de l’image de marque et marque citoyenne, il oriente sa méthode de leadership sur la gestion participative et motivationnelle,  pour accompagner ses collaborateurs à se surpasser dans leurs mandats, être davantage productifs et développer un sentiment d’appartenance .
Défenseur des diversités et l’inclusion. Il est très engagé dans la communauté et siège à de nombreux conseils d’administration d’organisations dont les valeurs et les intérêts sont proches des siens : l’Université de Montréal, le Conseil des Arts de Montréal, le comité consultatif de l’économie et de l’innovation du gouvernement du Québec (Rapport Monique Leroux), Excellence Québec, l'Institut de tourisme et d’hôtellerie du Québec (l’ITHQ) et le Groupe3737.
Il a par ailleurs été maintes fois président d’honneur et a activement participé à plusieurs collectes de fonds majeures. 

## Distinctions
Ben Marc Diendéré est connu au sein de la diaspora burkinabè et africaine pour son soutien à différentes initiatives en faveur des jeunes immigrants au Québec et dans le reste du Canada.
En 2011 Ben Marc Diendiéré a reçu le prix du Professionnel de l’année du Réseau des entrepreneurs et professionnels africains (REPAF).
Ben-Marc Diendéré siège aux conseils d'administration de nombreuses entreprises, fondations et organismes non gouvernementaux du Canada.